# Туцак, Бранко
Бранко Туцак (хорв. Branko Tucak; 19 июня 1952 года, Руновичи, СФРЮ) — югославский и хорватский футболист и тренер.

## Карьера
Несколько лет выступал на позиции защитника за загребское «Динамо». Затем он уехал во Францию, где он играл за несколько команд. Среди них был «Мец» и «Нанси». Завершил свою карьеру Туцак в клубе «Тьонвиль»
Тренерскую работу специалист начал в чемпионате независимой Хорватии. Несколько лет он проработал на африканском континенте. В 2008—2009 гг. возглавлял сборную Руанды. В апреле 2014 года хорват мог вернуться на эту должность.

## Достижения

### Футболиста
- Обладатель Кубка Югославии (1): 1979/80.
- Вице-чемпион Югославии (1): 1978/79.

### Тренера
- Чемпион Судана (1): 2004.
- Обладатель Кубка Судана (2): 2004, 2005.